# Rhinocricus parcus
Rhinocricus parcus är en mångfotingart som först beskrevs av Karsch 1881.  Rhinocricus parcus ingår i släktet Rhinocricus och familjen Rhinocricidae. Inga underarter finns listade i Catalogue of Life.